# Red de pesca china

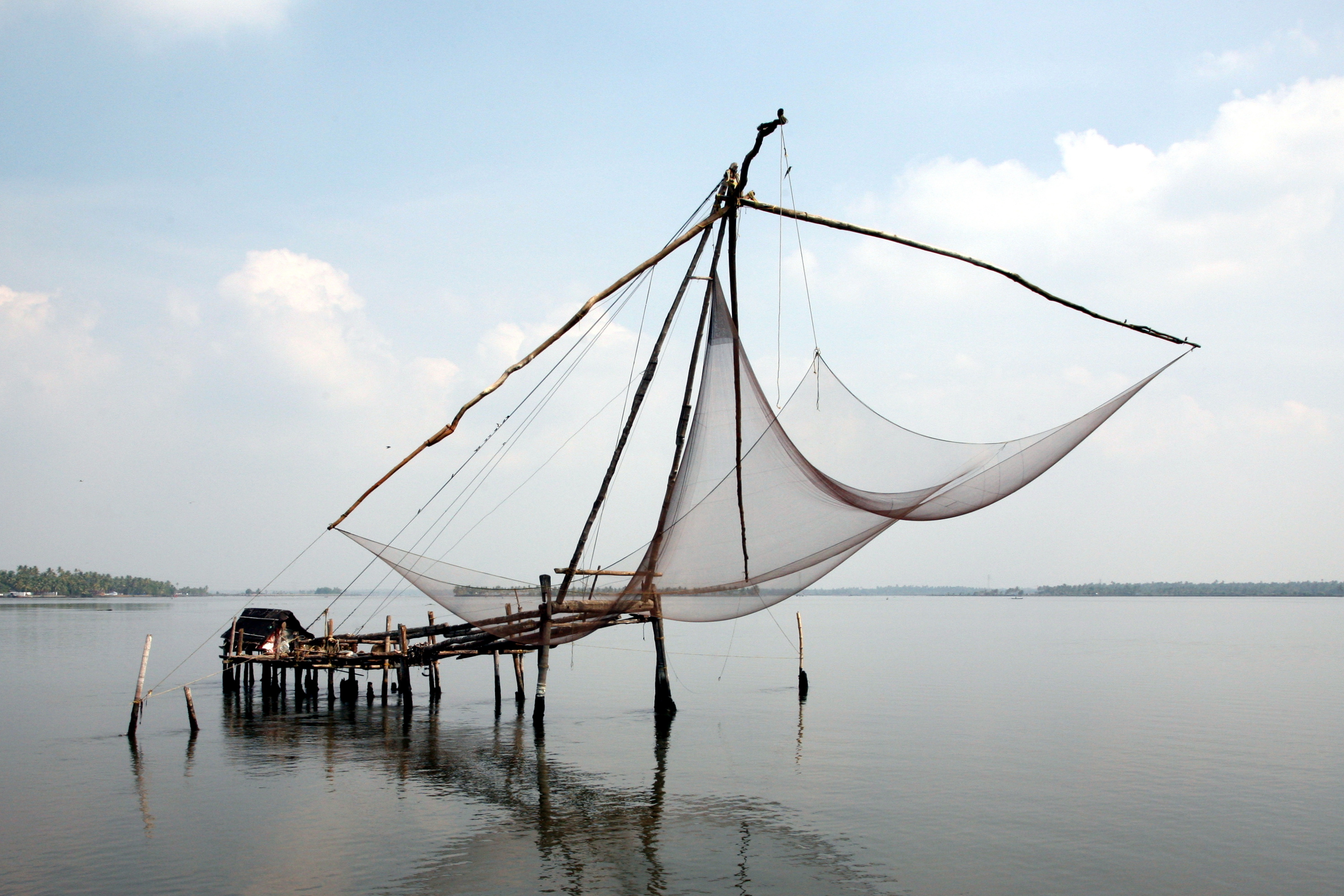
Red basculante en Kochi.

En la India, las redes de pesca chinas (Cheena vala) son redes de pesca en instalaciones terrestres fijas para la pesca . Aunque en la India se conocen generalmente como "redes de pesca chinas", el nombre más formal para estas redes sería "redes de ribera por elevación". Otra denominación, basada en su funcionamiento, sería la de "redes basculantes". También hay redes basculantes en Europa (en Bélgica, Francia e Italia concretamente) que sólo funcionan de forma artesanal y residual, o como reclamo turístico.

## Descripción

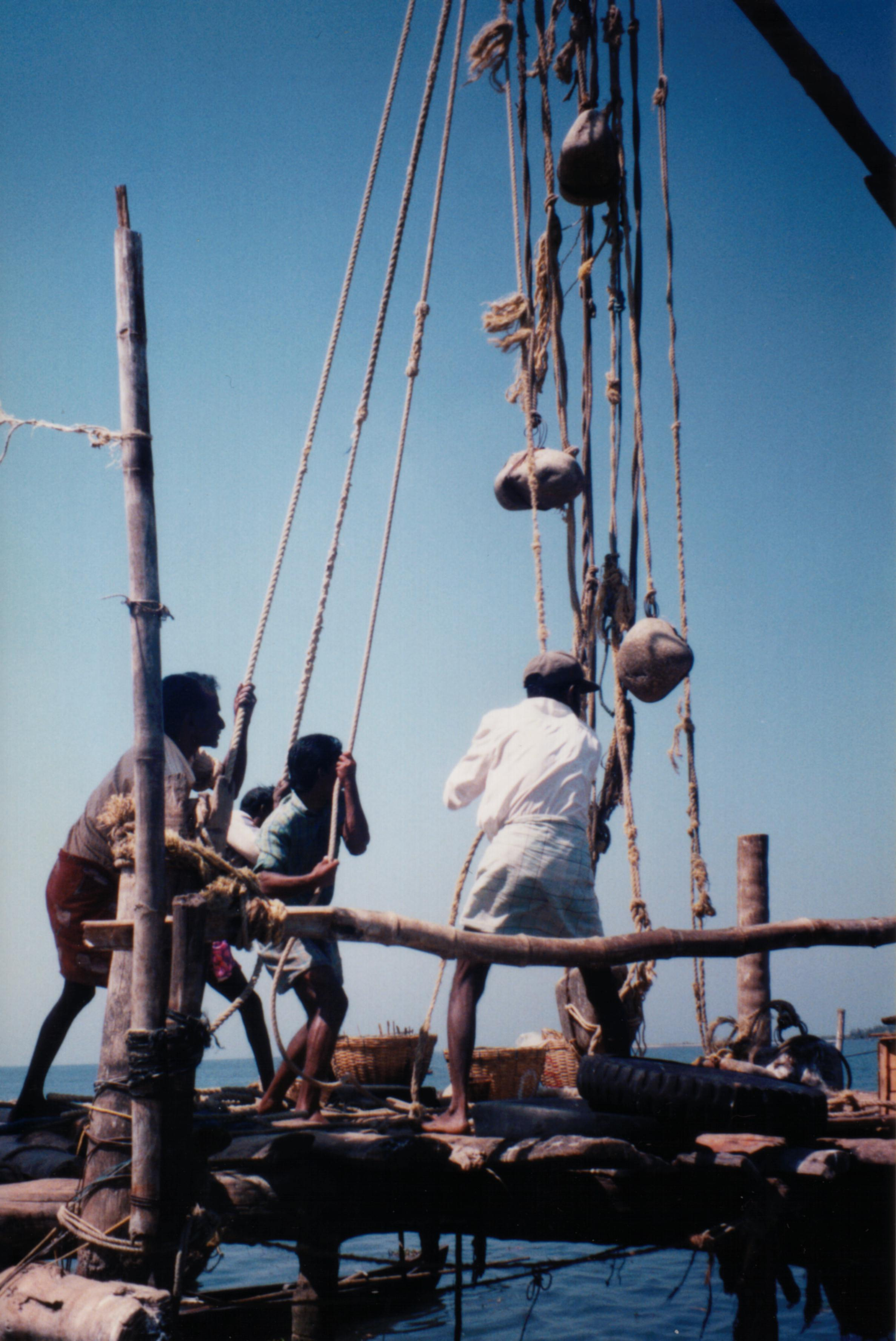
Kochi: Levantando la red

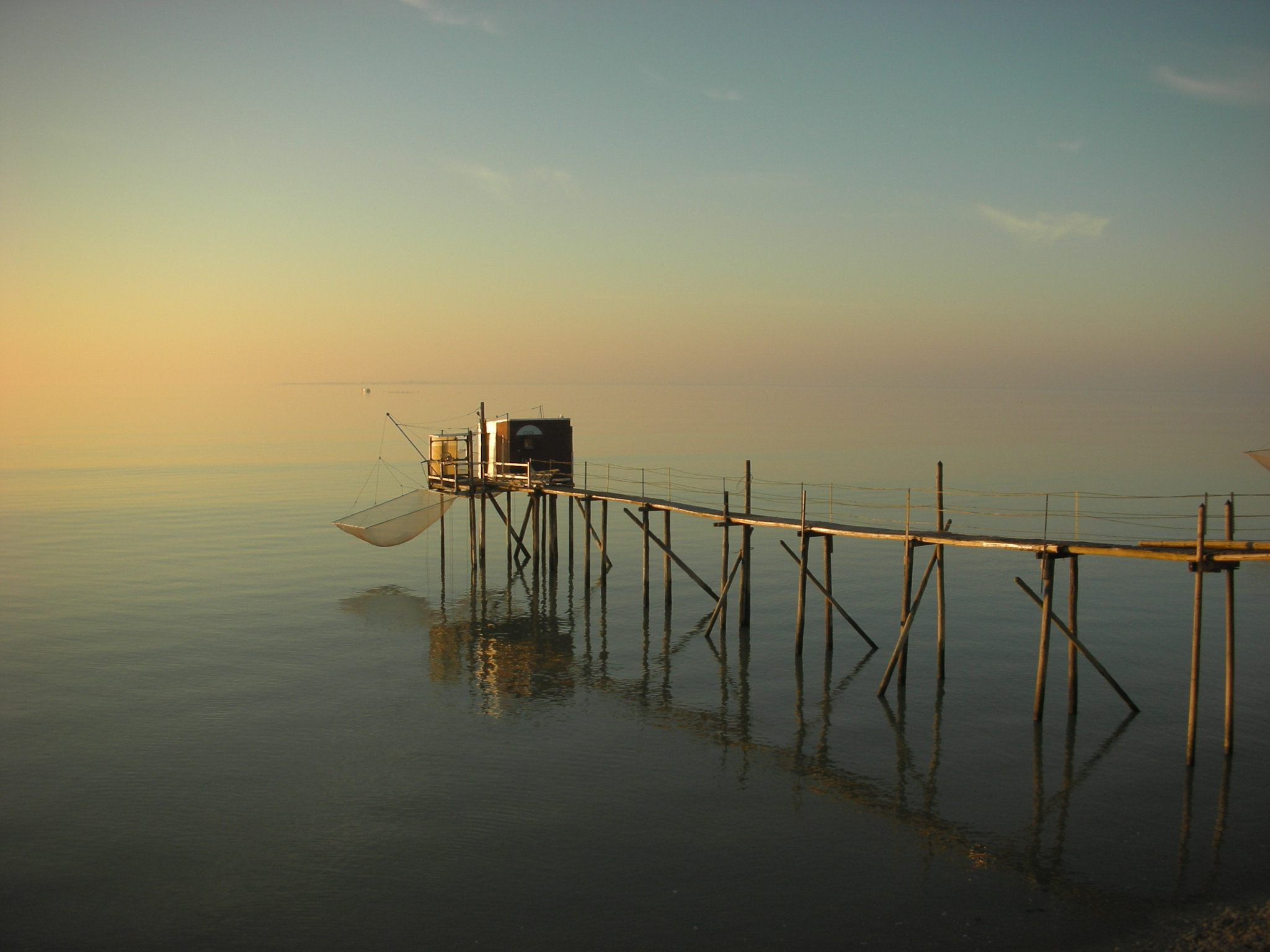
”Carrelet” en Esnandes (Francia).

Las redes basculantes son una especie de salabres gigantes accionados mecánicamente. Los modelos más grandes tienen redes horizontales cuadradas de 20 m o más de lado. Cada estructura tiene al menos 10 metros de altura y comprende un pescante con una red extendida suspendida sobre el agua y grandes piedras suspendidas de cuerdas como contrapesos en el otro extremo. Cada instalación es operada por un equipo de hasta seis pescadores. Aunque estas redes se utilizan a lo largo de la costa de la China meridional y de Indochina, en la India se encuentran mayoritariamente en las ciudades indígenas de Kochi y Kollam, donde se han convertido en una atracción turística. El nombre común indio (Cheena vala) surge por el hecho de que fueron introducidas a partir de China (parecido al nombre de llave inglesa en España ), de hecho son muy inusuales en la India, donde los diferentes tipos de redes de pesca empleados habitualmente en sus costas, no guardan ninguna relación.
Las redes de pesca chinas se han convertido en una atracción turística muy popular. Su tamaño y su elegante construcción las hacen muy fotogénicas y el ritmo lento de su funcionamiento es bastante hipnótico. Además, las capturas se pueden adquirir de forma individual y se han de coger en la misma ribera, a poca distancia de la red, de la mano de un pescadero "empresario" que está a su cargo. Estas redes podrían haber sido introducidas por el explorador chino Zheng he.

### Funcionamiento
El sistema debe estar suficientemente equilibrado para que el peso de un hombre caminando a lo largo del haz principal sea suficiente para hacer que la red se hunda en el agua. La red se queda durante un tiempo corto, posiblemente algunos minutos, antes de levantarla tirando los pescadores de las cuerdas. La captura suele ser modesta: algunos peces y crustáceos, que se pueden vender a los transeúntes a los pocos minutos
Para el modelo de Kochi (véase las fotos), las rocas de contrapeso tienen unos 30 cm de diámetro, y suspendidas mediante cuerdas de diferentes longitudes, hasta alcanzar el equilibrio (como en una balanza). Debido al diseño de las perchas, la fuerza necesaria para soportar el peso, varía para las diferentes alturas respecto del agua, así, cuando se tira de las cuerdas, a medida que se va levantando la red, las rocas colgadas con diferente longitud de cuerda, van reposando sobre la plataforma, una tras otra -disminuyendo el contrapeso de una en una- y de esta manera se mantiene el equilibrio.
Cada instalación tiene una profundidad operativa limitada, una red individual no se puede operar continuamente en aguas con mareas. En consecuencia, se realizan diferentes instalaciones según el estado de la marea..

## Italia
La denominación italiana es "reti di raccolta o sollevamento". 
Hay dos casos particulares:
- la "cuadra", de grandes dimensiones
- la "bilancia", de dimensiones más pequeñas

## Galería

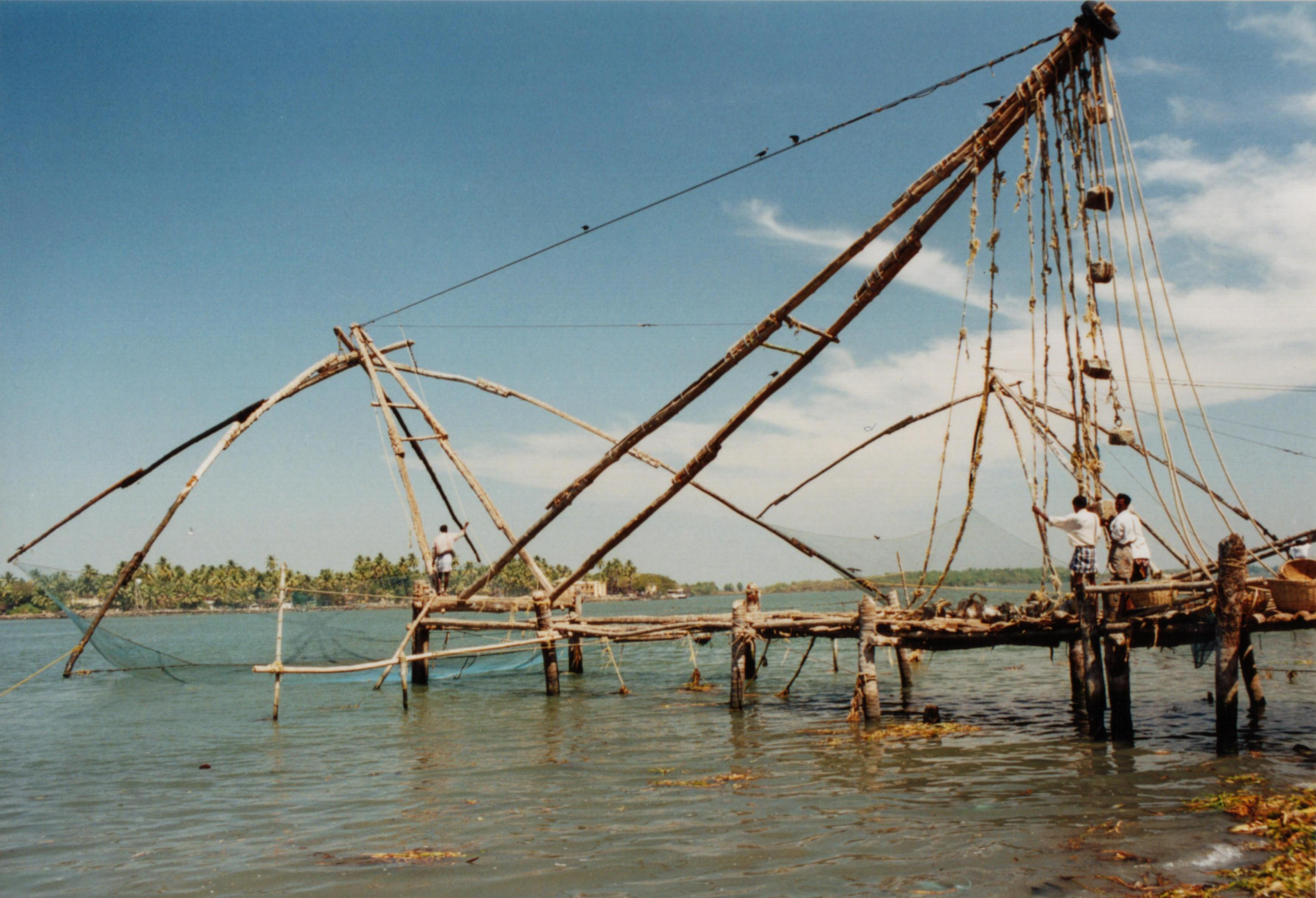
Red fija sumergible a Kochi, Kerala, India
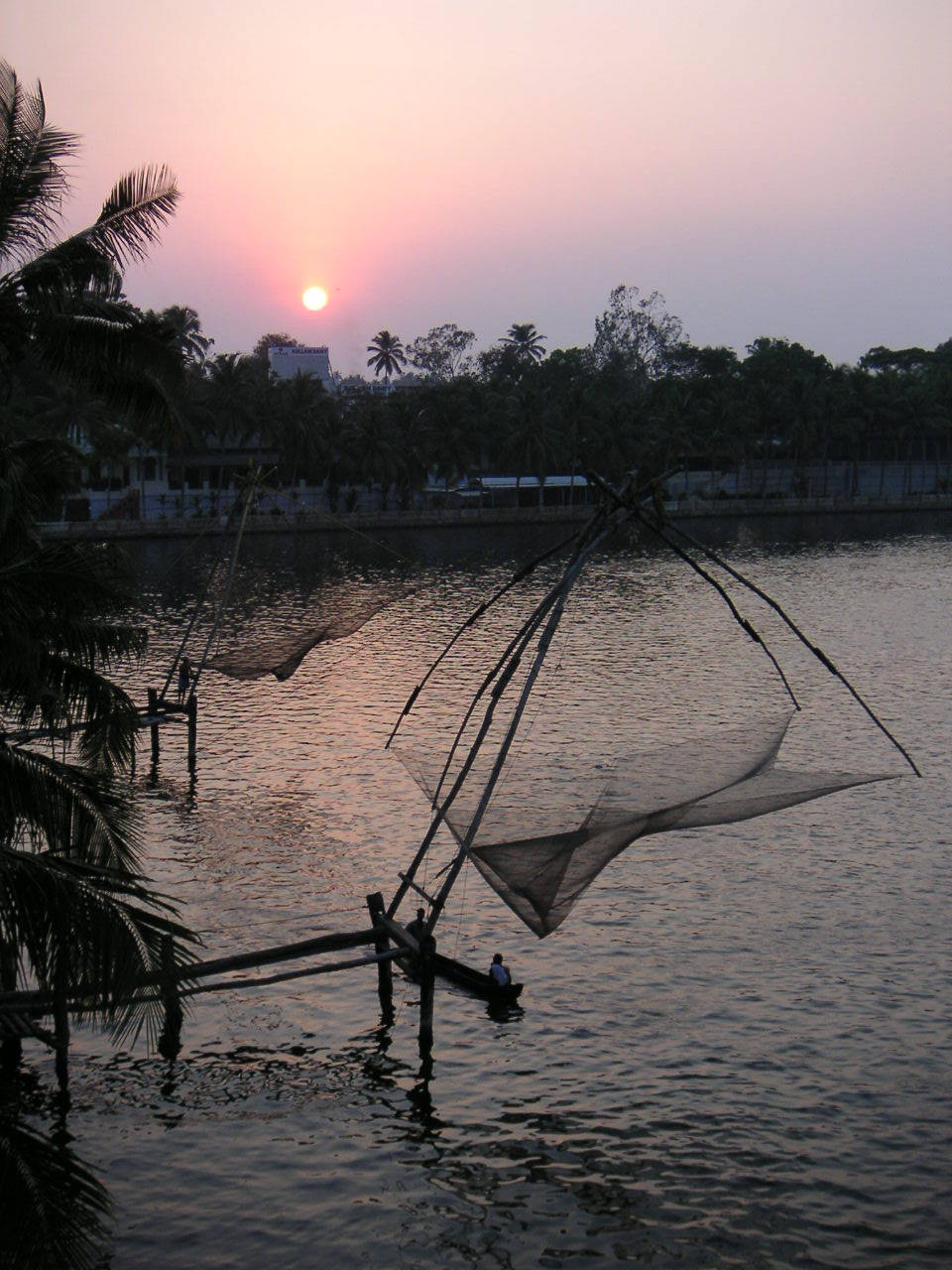
Red de pesca china en Kollam
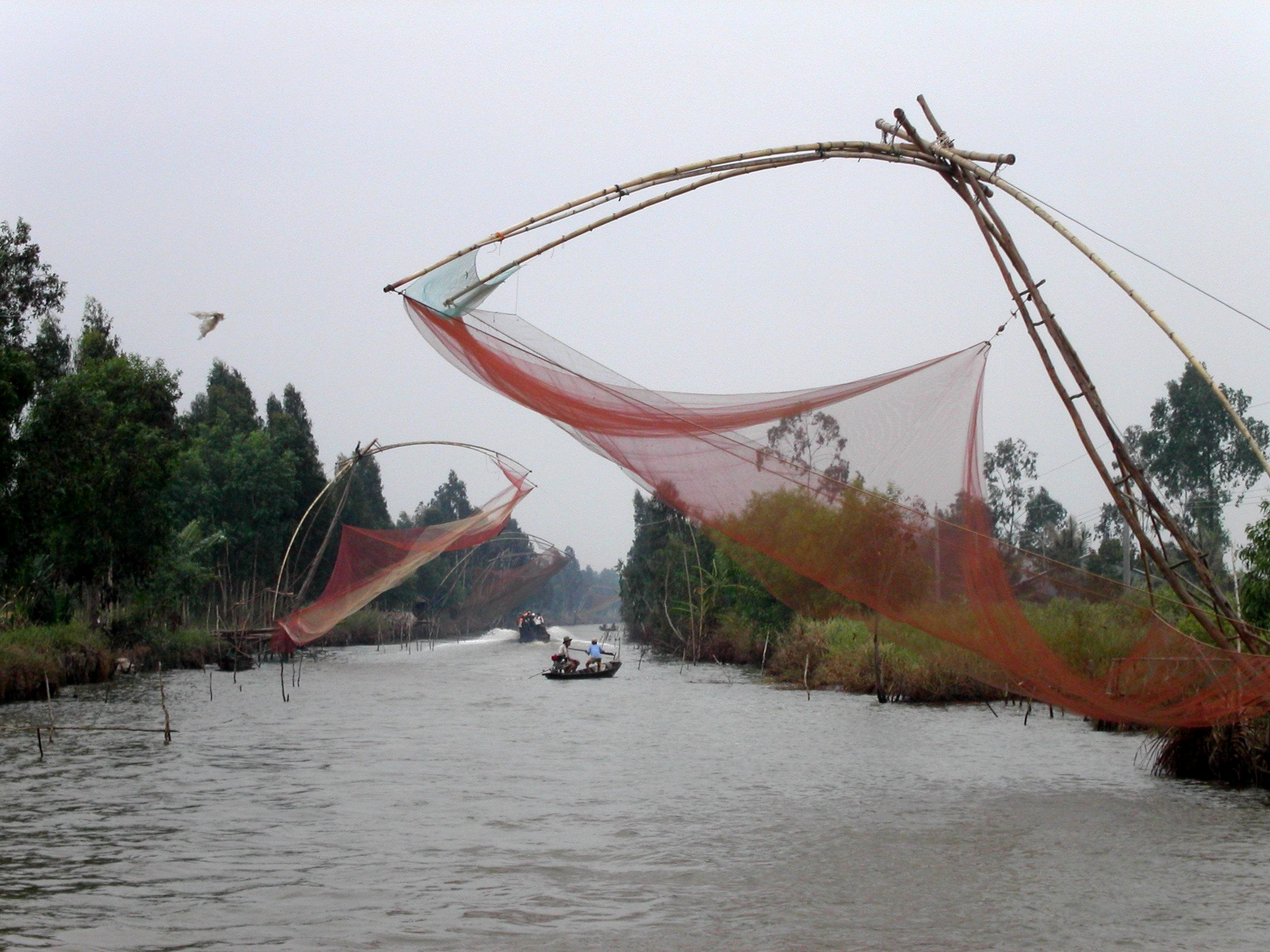
Redes de elevación a Cà Mau, Vietnam.
- Redes chinas de Pesca en Kochi, Kerala